# Onthophagus unicarina
Onthophagus unicarina là một loài bọ cánh cứng trong họ Bọ hung (Scarabaeidae).